# 토카리스탄
토카리스탄(페르시아어: تُخارستان)은 고대 그리스 자료에서 박트리아로 알려졌던 지역에 부여된 고전기 시대의 이름이다.
6세기에 토카리스탄은 돌궐의 지배를 받았고, 7세기와 8세기에는 당나라의 안서도호부가 이 지역을 관할하였다. 오늘날 토카리스탄은 우즈베키스탄, 타지키스탄, 아프가니스탄으로 분열되어 있다.

## 민족
토카리스탄 지역의 대사 초상화 몇 점은 원래 526~539년에 그려진 양나라의 직공도에 남아 있다. 그 당시 그들은 서기 6세기 초에 대사들을 후량의 궁정으로 이끌었던 에프탈의 지배하에 있었다.

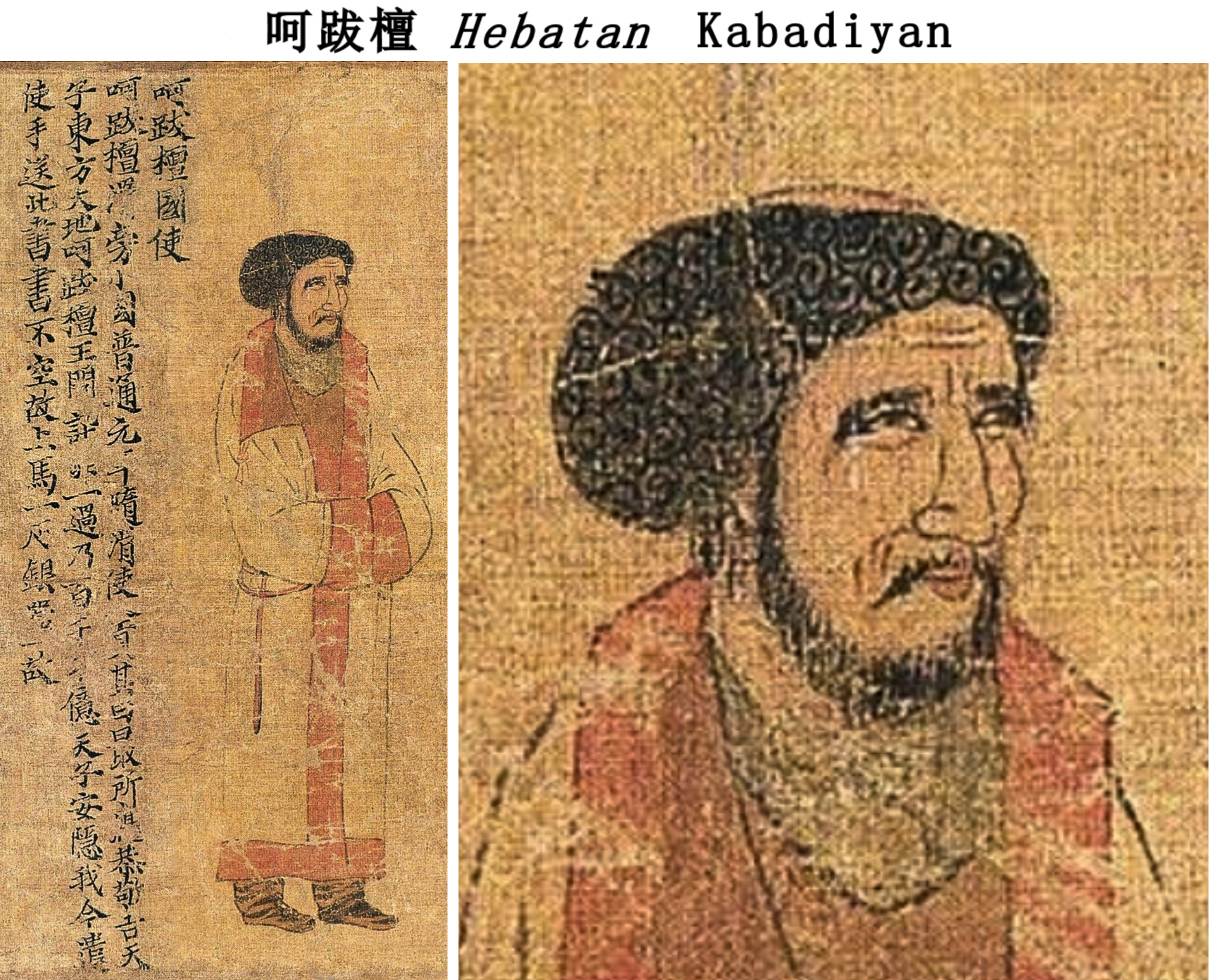
쿠보디욘 대사 초상화.
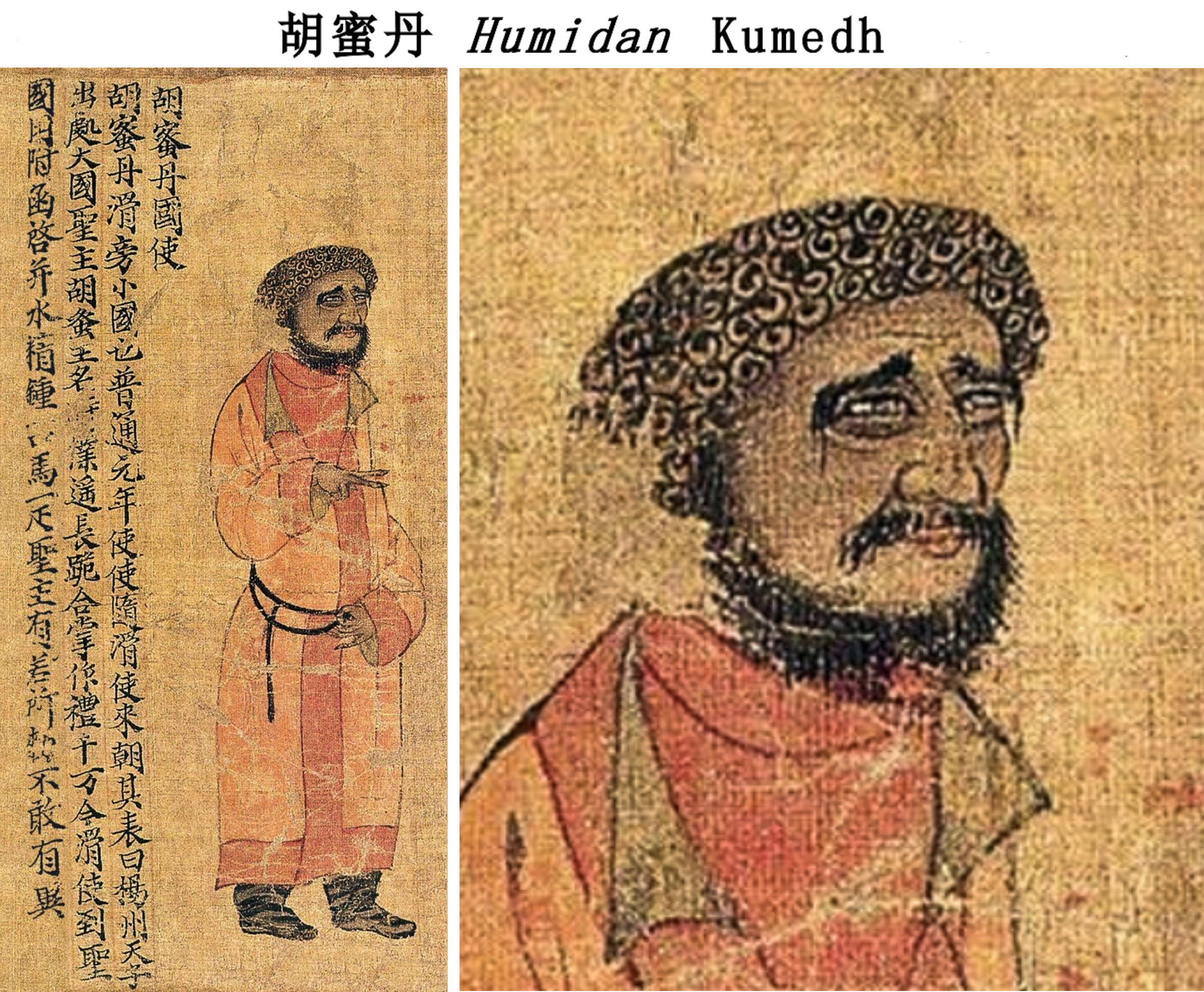
서기 516년–520년, 양 원제 시기 양나라 강릉에 주재한 쿠메드 대사의 초상화.
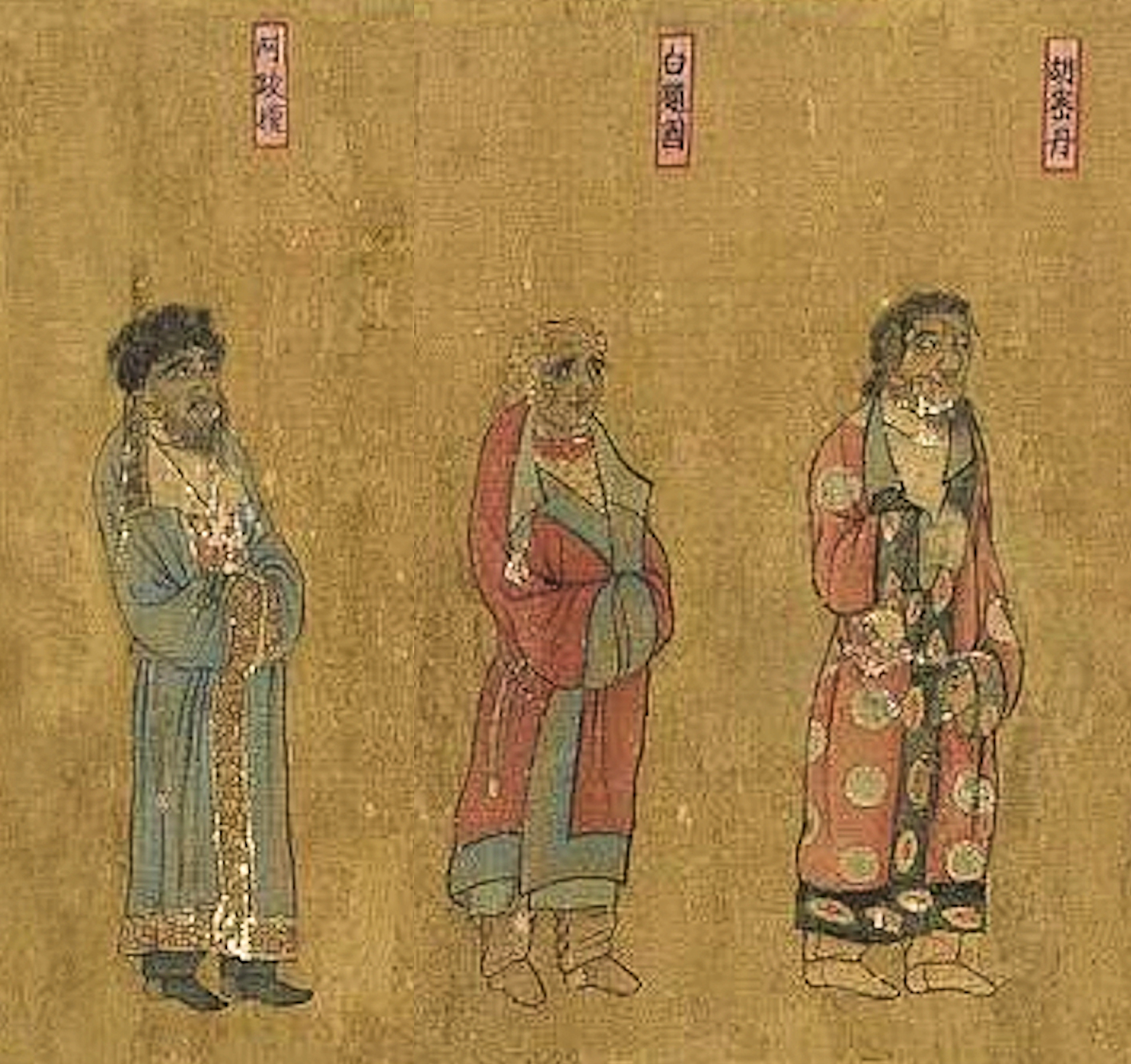
쿠보디욘, 발흐, 쿠메흐 대사의 초상화.
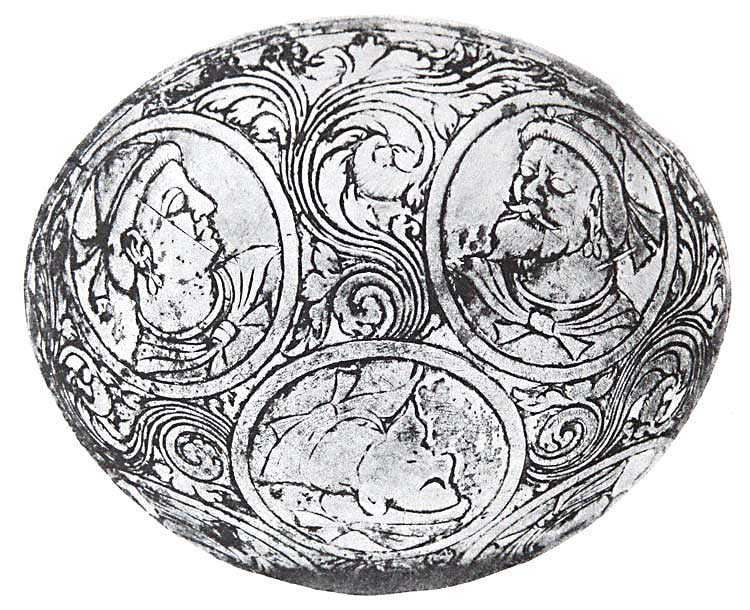
박트리아 문자가 새겨진 은금 그릇, 서기 6세기, 대영박물관 소장.
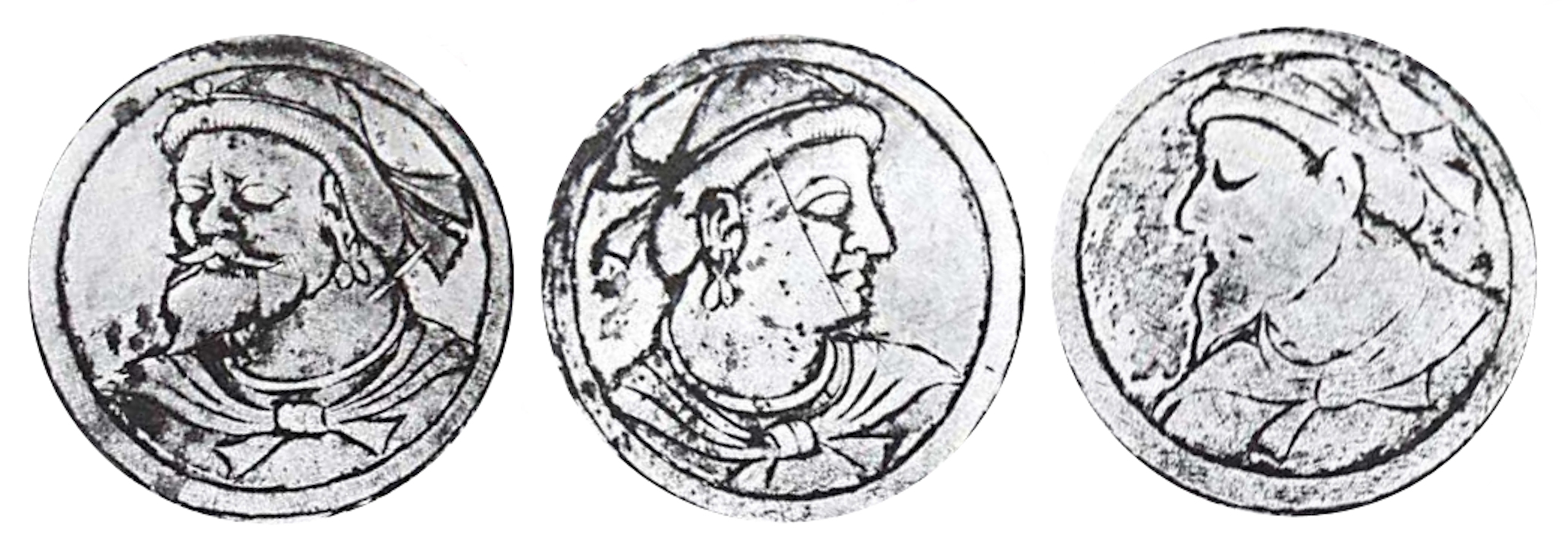
은그릇 그림.
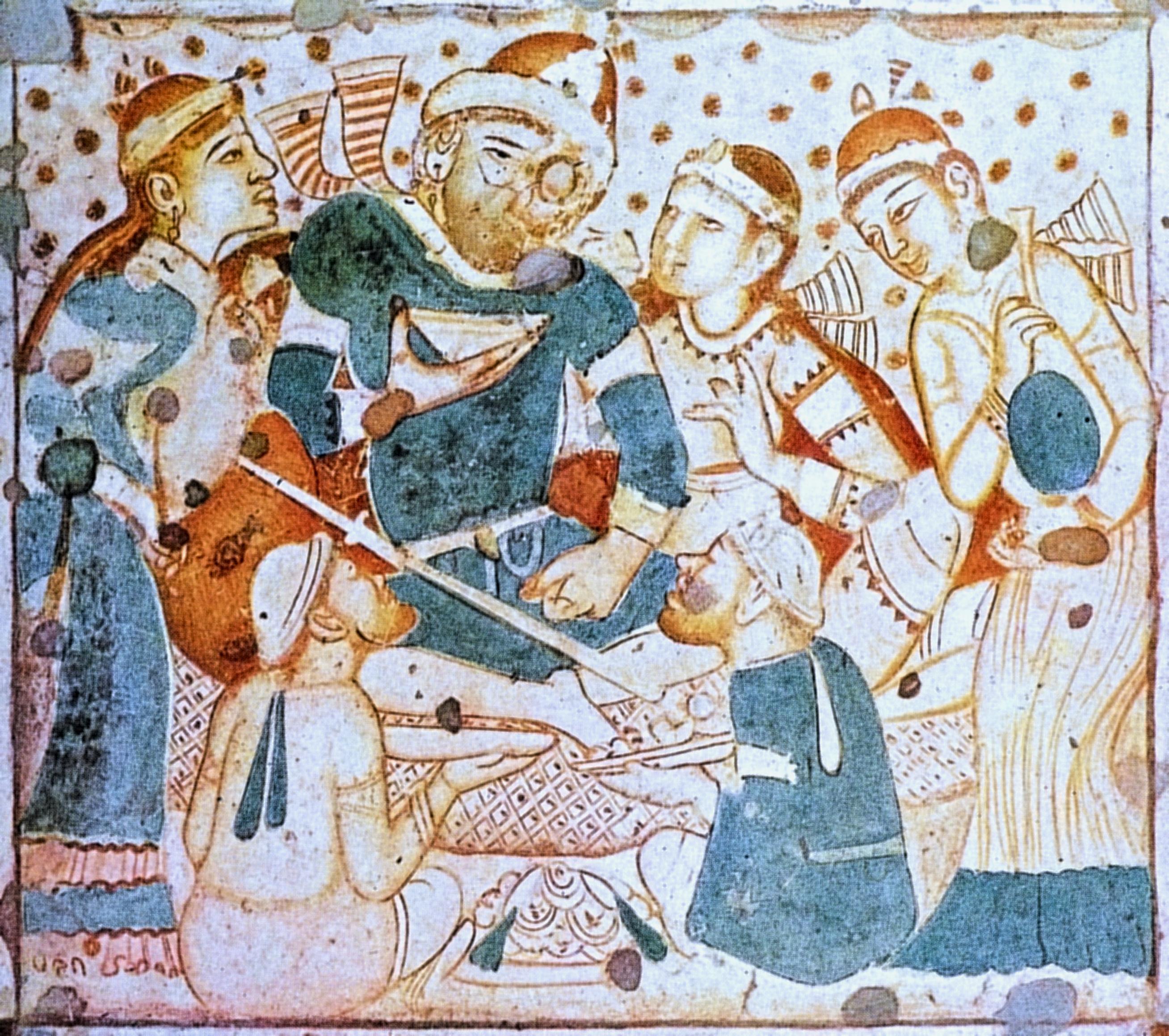
인도 아잔타 동굴의 제1동굴 중앙홀 천장에 있는 박트리아인으로 추정되는 사람들의 모습(서기 460~480년).

### 타림 분지의 "토하라인"
"토하라인"이라는 이름은 20세기 초 작가들이 타림 분지의 쿠차와 아그니 지역에 거주하는 인도-유럽계 사람들에게 잘못 적용한 것이다. 이 학자들은 인도유럽인들이 토카리스탄(박트리아)에서 유래했다고 잘못 믿었고, 따라서 그들에게 "토하라인"이라는 용어를 적용했다. 이 명칭은 타림 분지의 인도유럽인들이 아마도 스스로를 아그니인, 쿠차인, 크로라인으로 불렀음에도 불구하고 여전히 일반적으로 사용된다.

### 중국 문헌
서기 781년에 세워진 대진경교유행중국비에서, 비석의 저자인 동방 교회 수도승 아담은 시리아어로 그의 할아버지가 토카리스탄 발흐 출신의 선교사였다고 언급했다.

## 지리학

8세기 토카리스탄과 주변 지역

지리적으로, 토카리스탄은 남쪽으로 힌두쿠시산맥과 북쪽으로 파미르-알레이 산맥 사이의 옥수스 상류에 해당한다. 이 지역은 서쪽으로는 바다흐샨산맥까지, 남쪽으로는 바미얀까지 도달한다. 아랍 자료들은 카불을 토카리스탄의 남쪽 국경의 일부로, 샤가니얀을 북쪽 국경의 일부로 생각했다. 좁은 의미에서, 토카리스탄은 옥수스강 남쪽 지역만을 지칭할 수도 있다. 이 지역은 서기 2세기부터 9세기까지 동이란 박트리아어를 사용했다.
토카리스탄의 가장 중요한 도시는 사산조 페르시아과 인도 간 무역의 중심지였던 발흐였다.
토카리스탄 지역은 서기 633년–651년에 무슬림이 페르시아를 정복하기 전까지 3세기 동안 사산의 지배 밖에 있었다. 그 시기 동안, 토카리스탄은 키다라족, 알촌 훈족, 에프탈 등 훈족이나 투르크계 왕조의 지배를 받았다. 아랍 정복 당시 토카리스탄은 토카라 야브구국을 통해 서돌궐의 지배를 받고 있었다.

## 중세 초기 토카리스탄의 예술
중세 초기 토카리스탄의 예술은 간다라의 불교 미술에서 영향을 받은 수많은 공예품이 존재한다.

### 서기 5~6세기
수많은 작가들은 딜베르진 테페 또는 발라릭 테페의 인물들이 에프탈의 특징이라고 주장했다. 이러한 맥락에서 대체로 비슷한 옷을 입은 것으로 보이는 중국 투르키스탄의 키질 동굴 인물과 유사점이 그려졌다. 발라릭 테페의 그림은 돌궐이 도착하기 전인 서기 6세기 전반의 에프탈 궁정 생활의 특징이다.

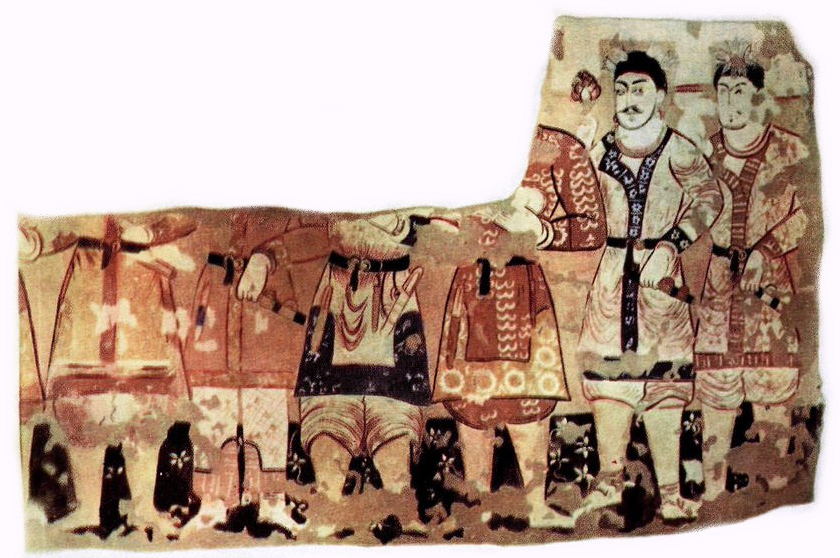
서기 5-6세기 딜베르진 프레스코화.
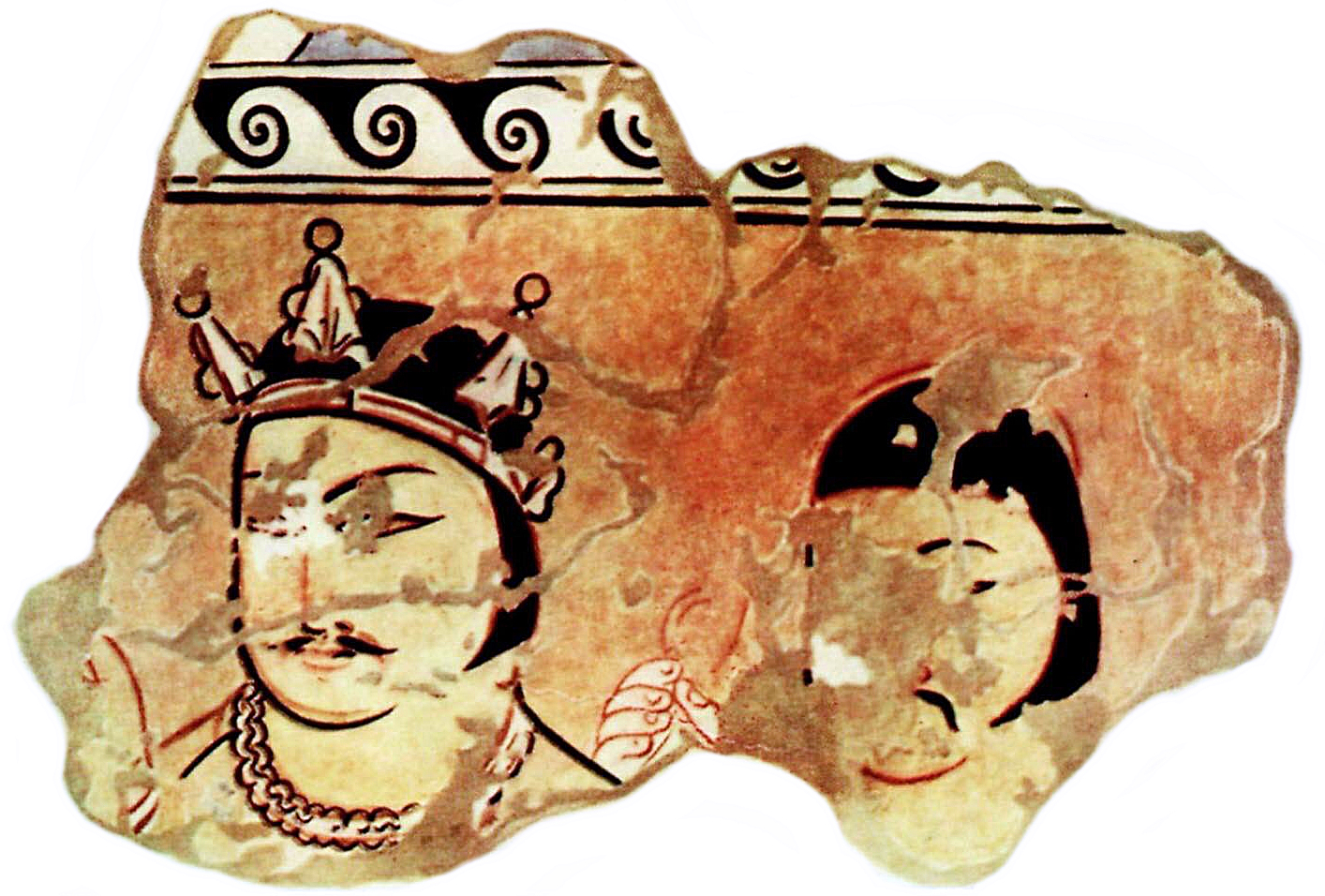
딜베르진 프레스코화 조각.
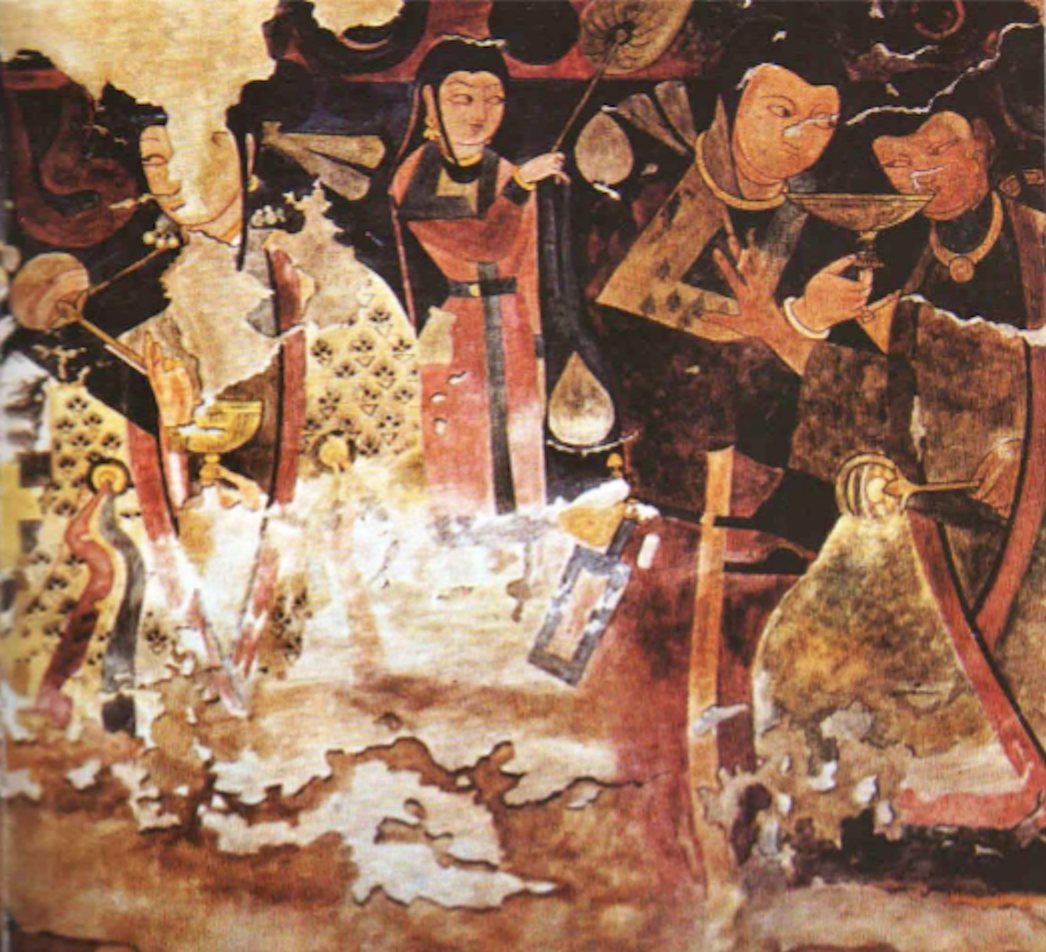
발라릭 테페 벽화, 서기 5세기 후반~7세기
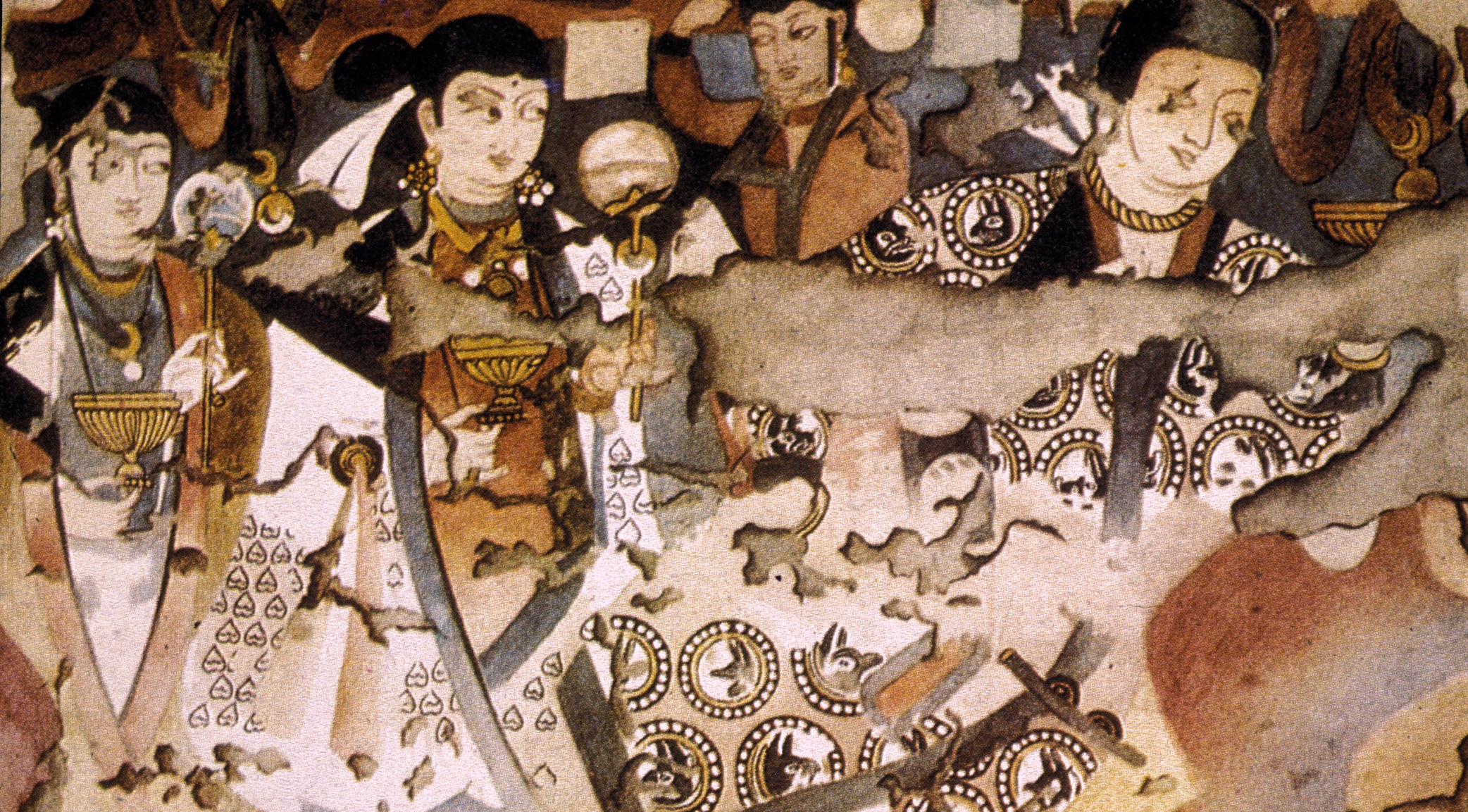
발라릭 테페 연회 장면, 서기 6~7세기

### 서기 7세기
그림에는 칼라이 카피르니간, 카피르 칼라, 아지나 테페의 예를 포함한 "토카리스탄 미술 학파"가 있는데, 불교와 불교 미술이 르네상스를 누린 것은 아마도 서돌궐인들(토카라 야브구국)의 후원과 종교적 관용 때문일 것이다.

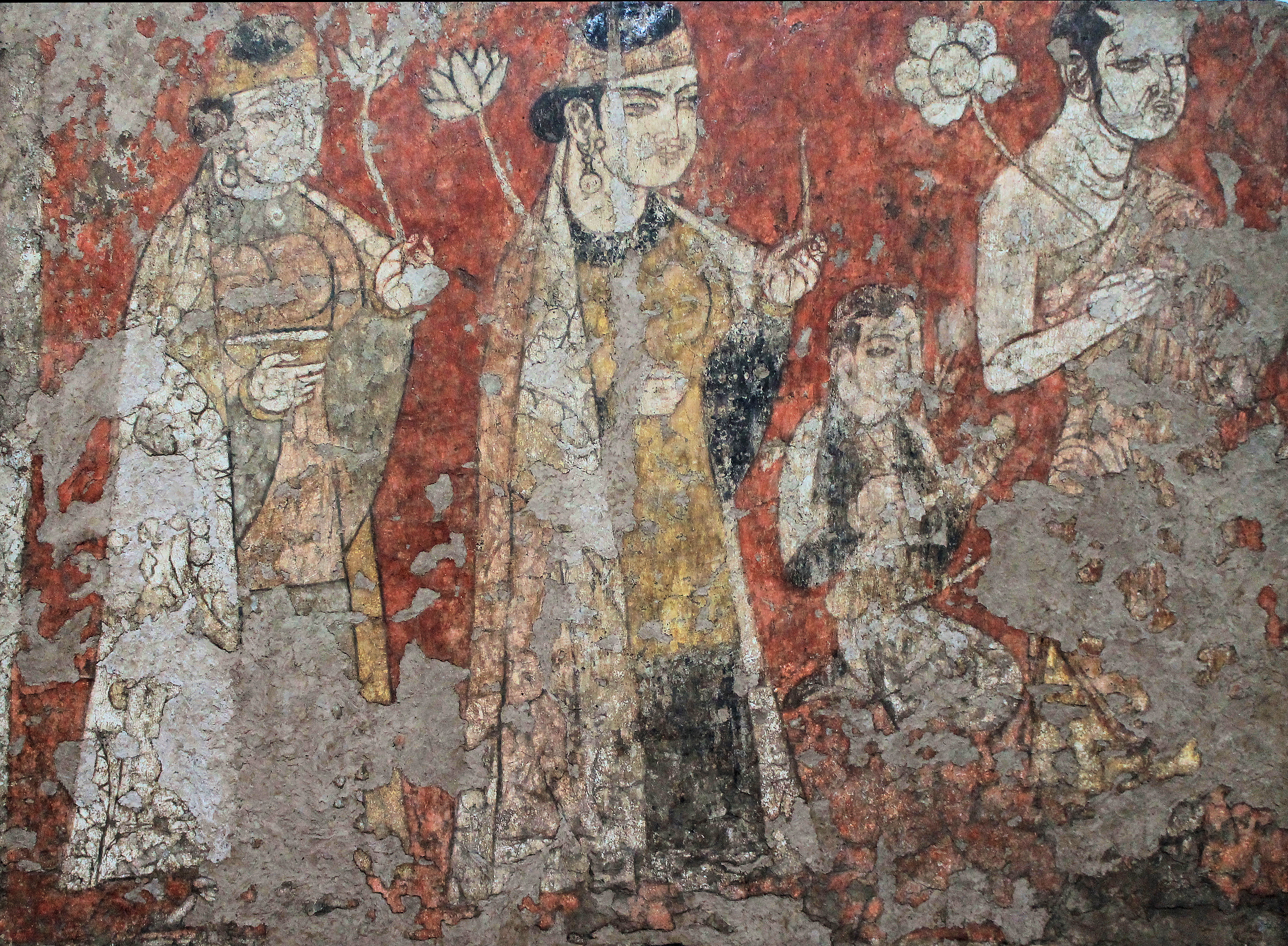
타지키스탄 두샨베 국립고대박물관 칼라이 카피르니간의 불교 벽화, 서기 7-8세기 초.
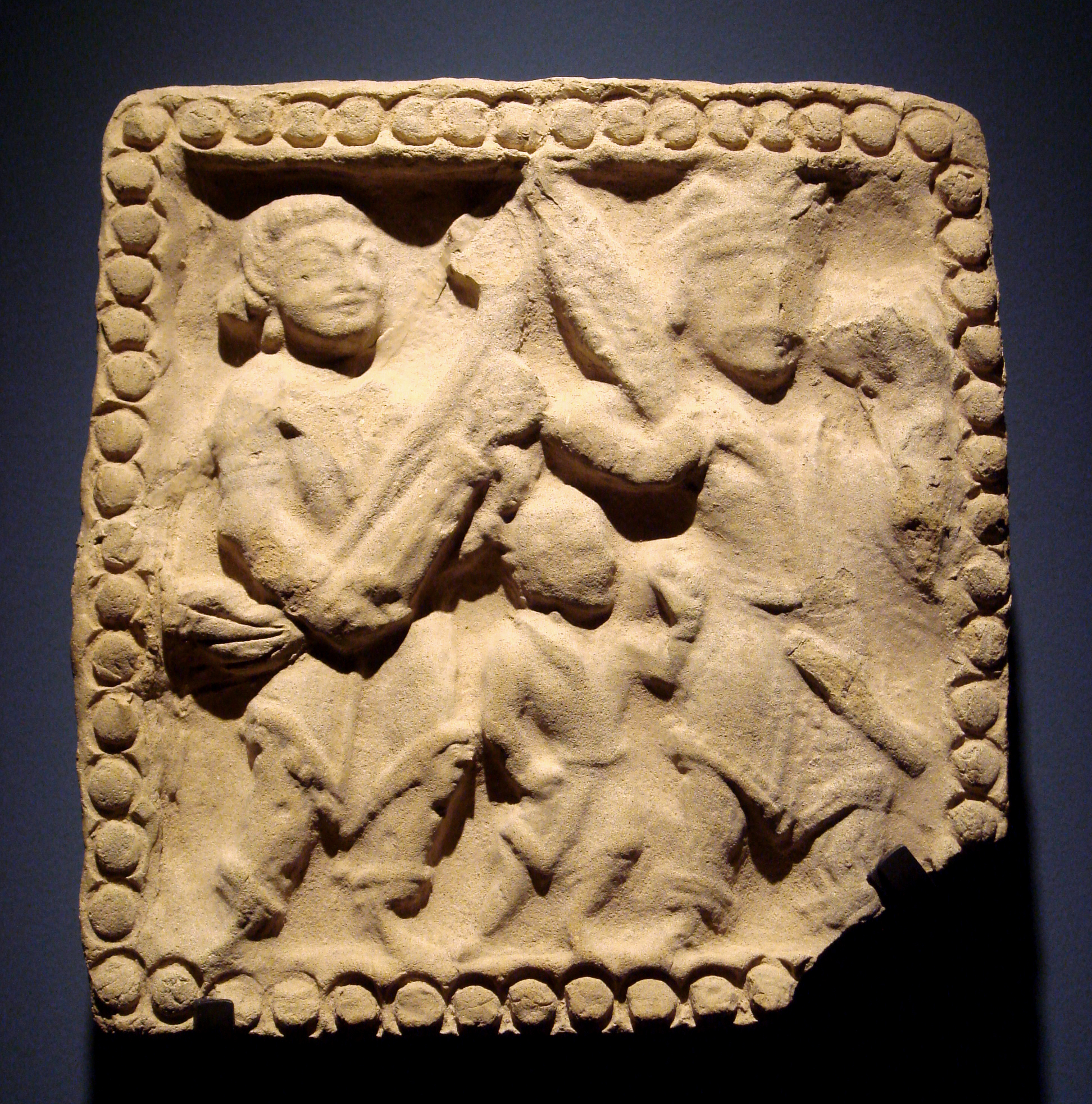
카프탄을 입은 성인과 어린이, 카피르 칼라(Kafyr Kala) , 타지키스탄, 서기 7세기. 타지키스탄 국립고대박물관
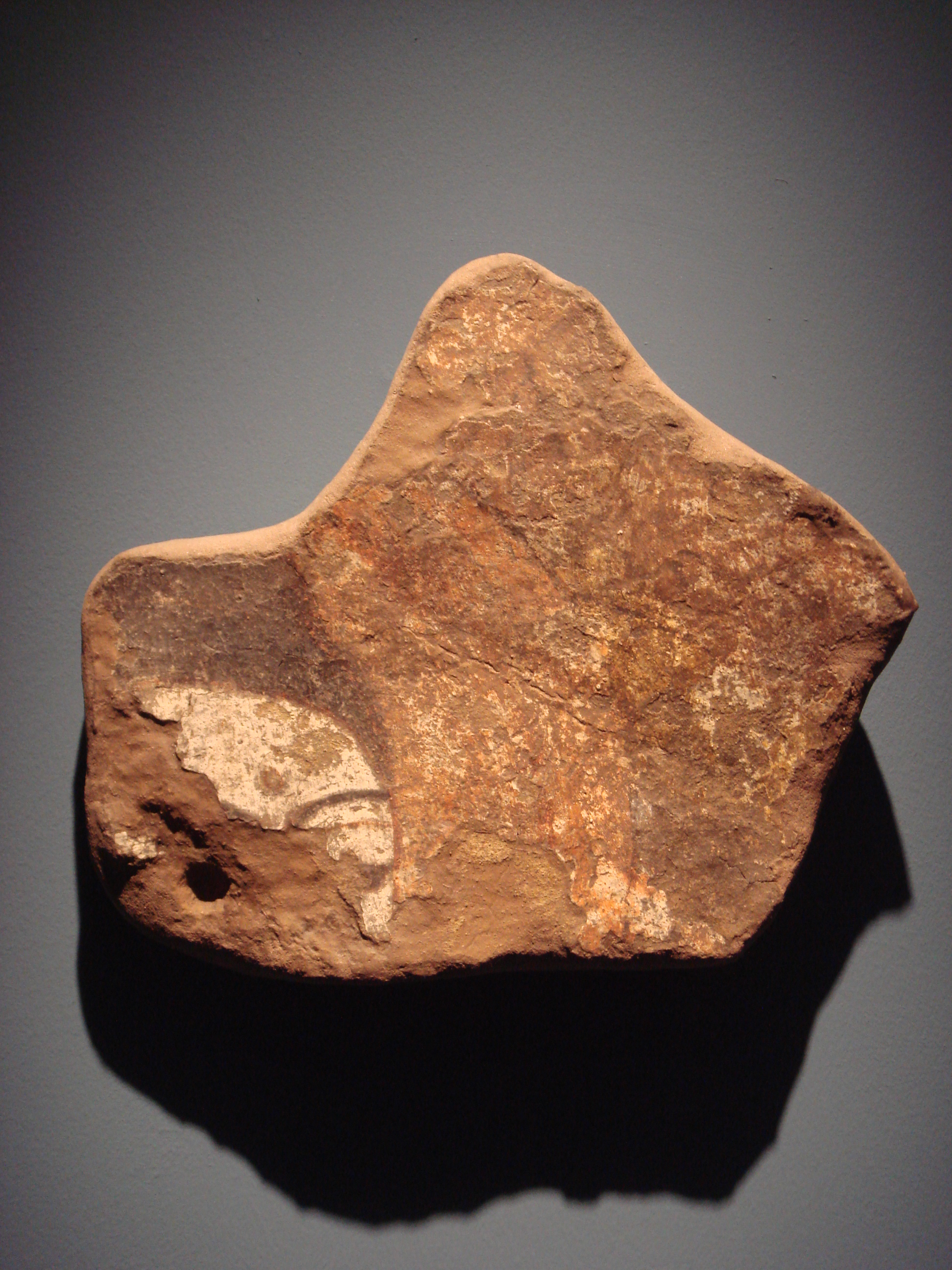
부처 머리, 카피르 칼라, 타지키스탄, 서기 7세기. 타지키스탄 국립고대박물관
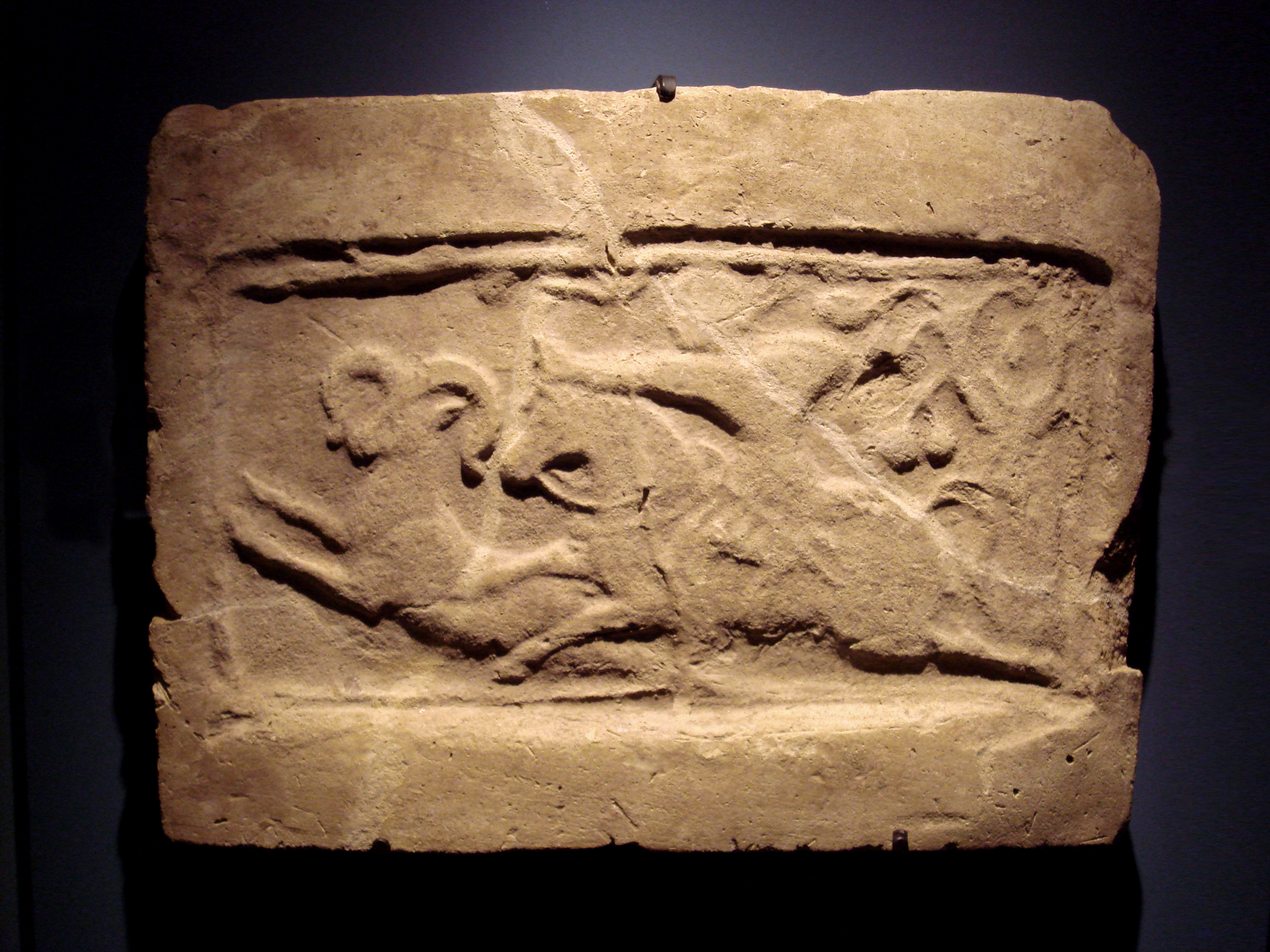
사냥 장면, 카피르 칼라, 타지키스탄, 서기 7세기. 타지키스탄 국립고대박물관
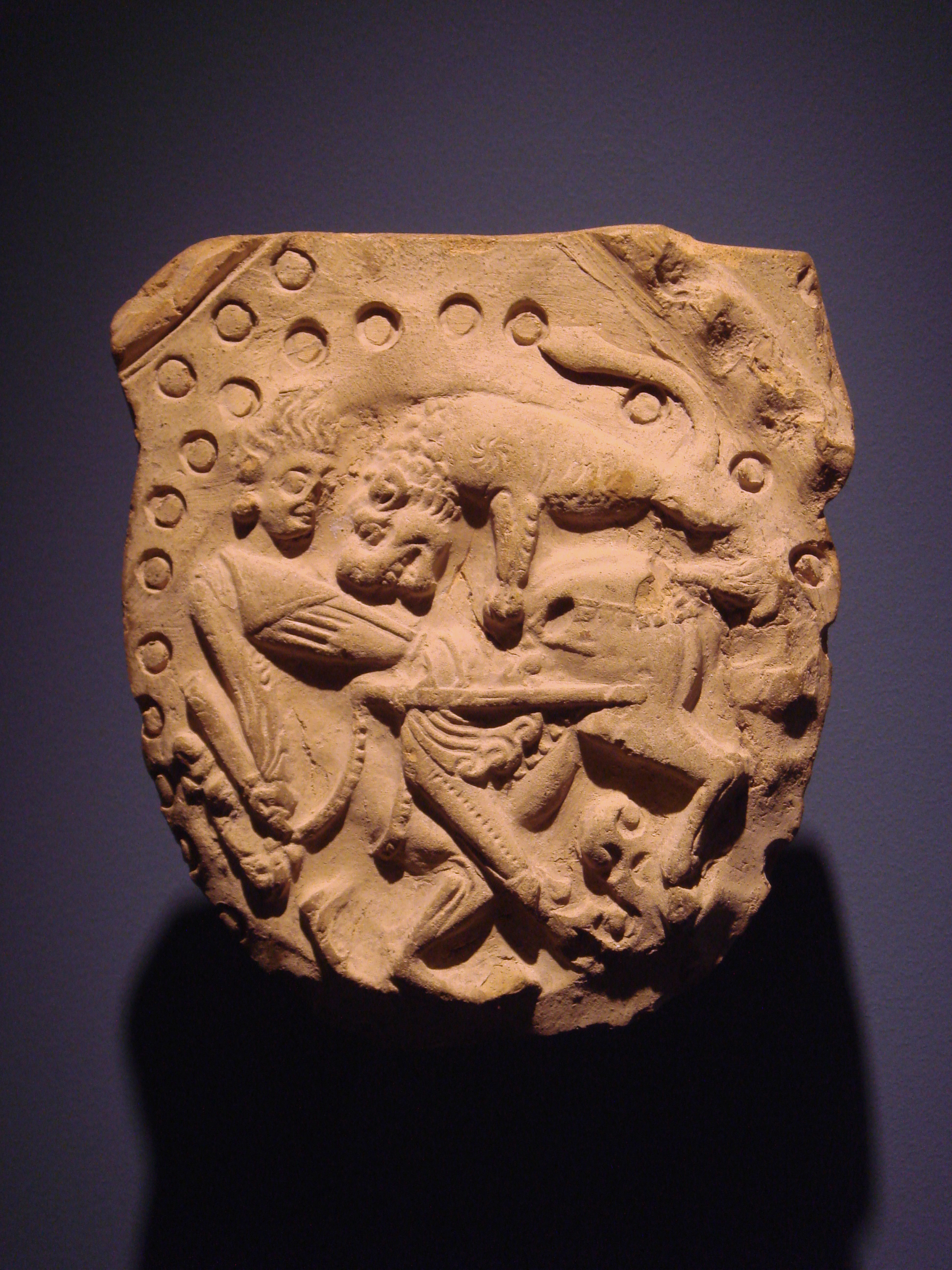
사냥 장면, 카피르 칼라, 타지키스탄, 서기 7세기. 타지키스탄 국립고대박물관

### 서기 10~11세기
이슬람 미술은 서기 10세기부터 12세기까지 사만 제국과 가즈나 왕조와 함께 발전했다.

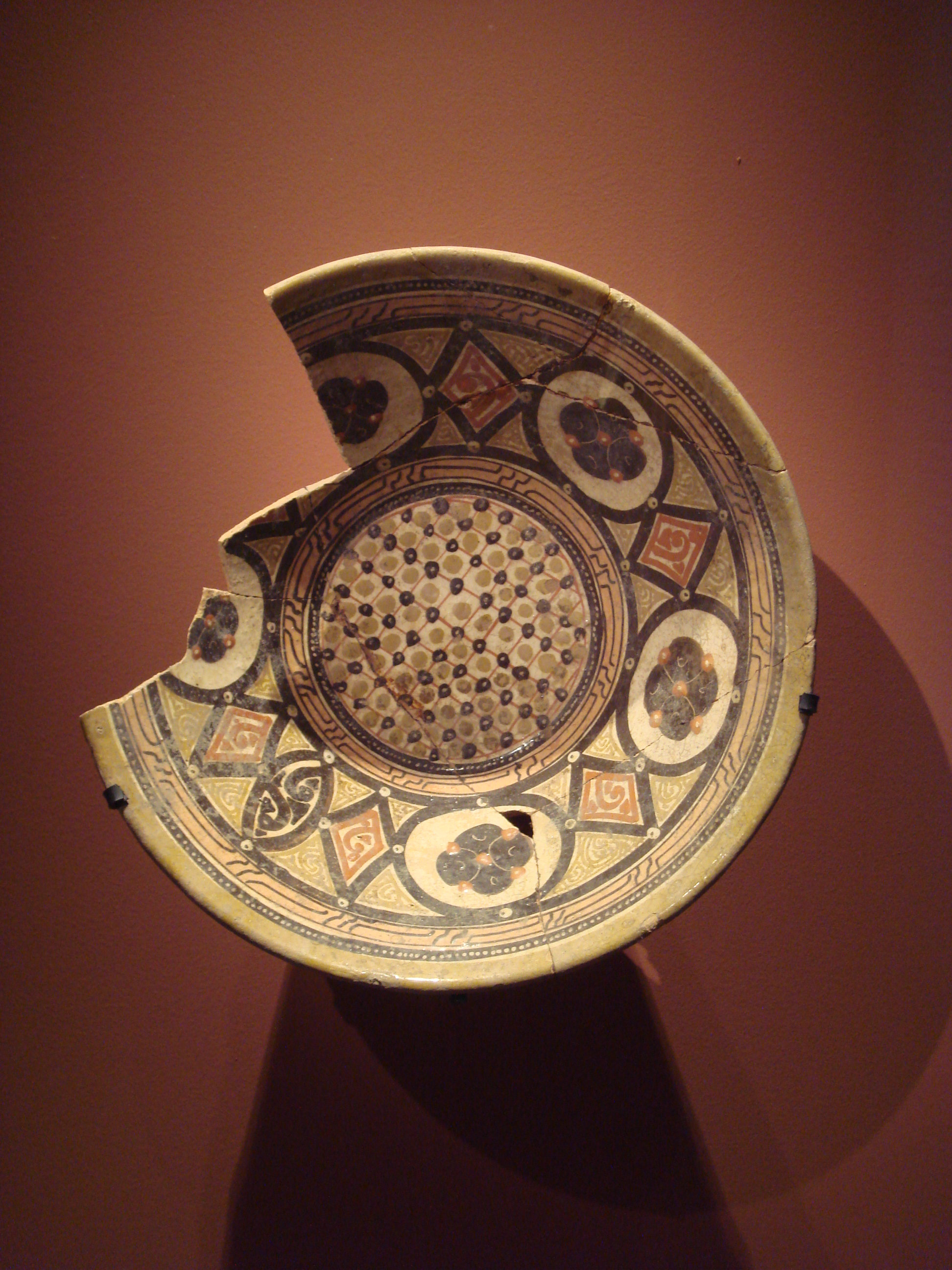
타지키스탄 쿨북 그릇, 10~11세기, 타지키스탄 국립고대박물관 (KN 1060)

### 내용주

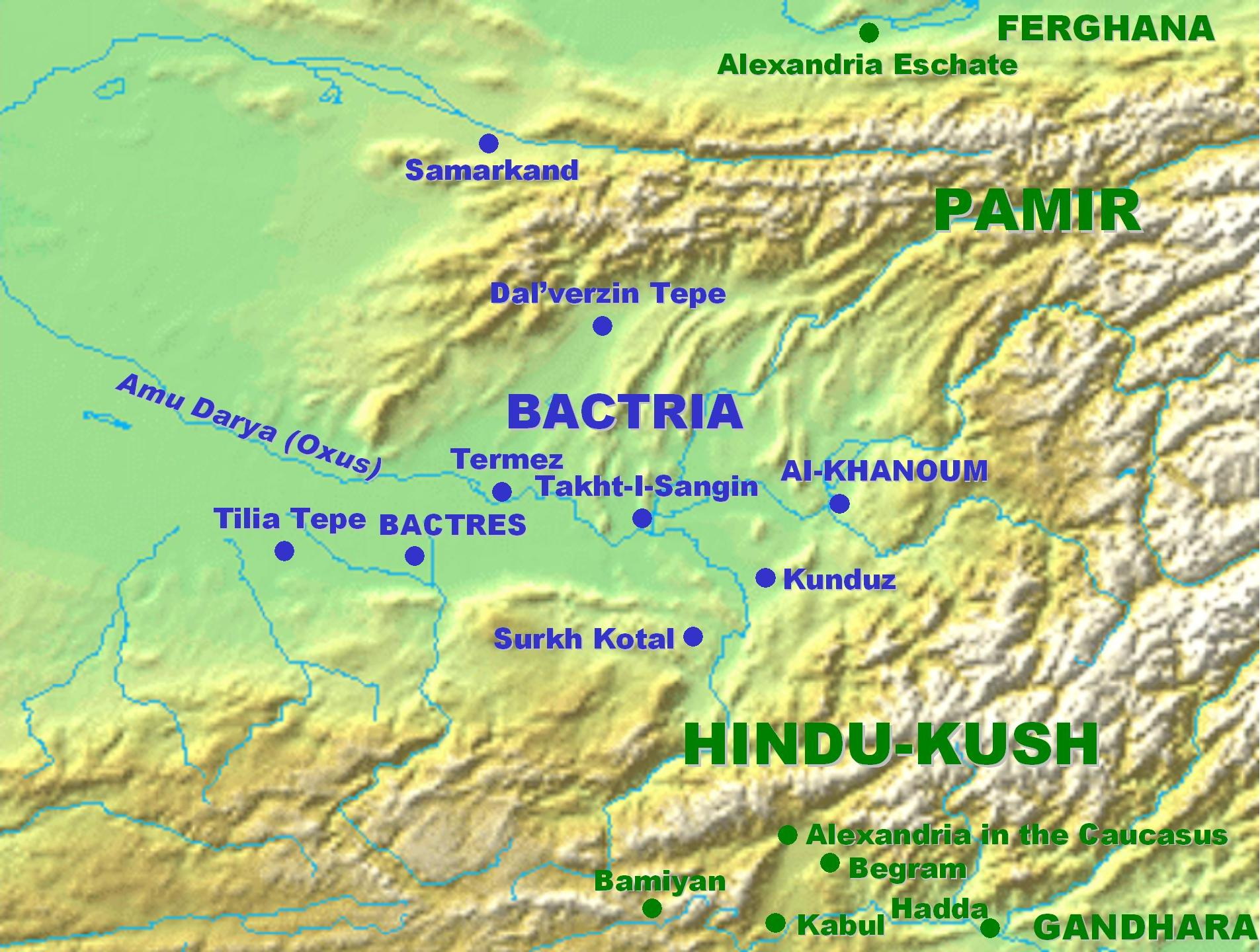
토카리스탄으로 알려진 박트리아의 지도.

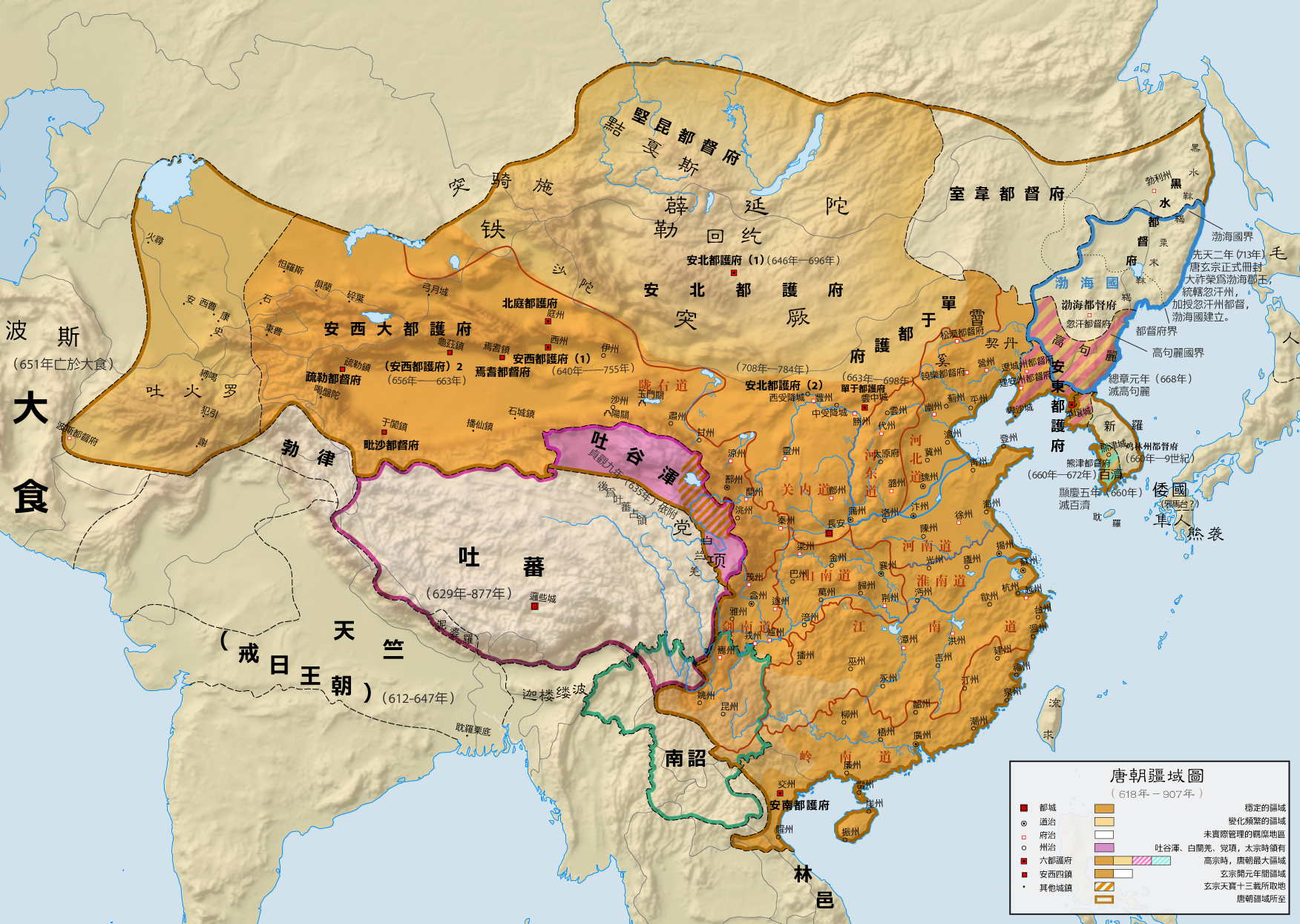
당나라의 지도. 중국 지배 영토의 서쪽 끝에 있는 박트리아 지역의 토하리스탄을 보여준다.

1. ↑  페르시아어로 "장소"를 의미하는 "토카라"와 접미사 -스탄으로 구성됨

### 참조주
1. 1 2 3 4 5 6 7 8 9 10  Akasoy, Anna; Burnett, Charles; Yoeli-Tlalim, Ronit (2016년 12월 14일). 《Islam and Tibet – Interactions along the Musk Routes》 (영어). Routledge. 51쪽. ISBN 978-1-351-92605-8.
2. ↑  Compareti, Matteo. “Some Examples of Central Asian Decorative Elements in Ajanta and Bagh Indian Paintings”: 41–42.
3. ↑  “Silver bowl, British Museum”. 《The British Museum》 (영어).
4. ↑  “Silver bowl, British Museum”. 《The British Museum》 (영어).
5. ↑  Brancaccio, Pia (2010). 《The Buddhist Caves at Aurangabad: Transformations in Art and Religion》. BRILL. 80–82, 305–307 with footnotes쪽. ISBN 978-9004185258.
6. ↑  《DK Eyewitness Travel Guide India》. Dorling Kindersley Limited. 2017. 126쪽. ISBN 9780241326244.
7. ↑  Compareti, Matteo. “Some Examples of Central Asian Decorative Elements in Ajanta and Bagh Indian Paintings”: 40–42.
8. ↑  Namba Walter, Mariko (October 1998). “Tokharian Buddhism in Kucha: Buddhism of Indo-European Centum Speakers in Chinese Turkestan before the 10th Century C.E.” (PDF). 《Sino-Platonic Papers》 85: 2.
9. ↑  Diringer, David (1948). 《Alphabet A Key To The History Of Mankind》. 347–348쪽.
10. ↑  Havret, Henri (1848–1901) Auteur du texte (1895–1902). 《La stèle chrétienne de Si-ngan-fou. 3 / par le P. Henri Havret,... ; avec la collab. du P. Louis Cheikho,... [pour la IIIe partie]》 (영어). 61쪽.
11. ↑  Kurian, George Thomas; III, James D. Smith (2010). 《The Encyclopedia of Christian Literature》. Scarecrow Press. 251쪽. ISBN 978-0-8108-7283-7.
12. ↑  Godwin, R. Todd (2018). 《Persian Christians at the Chinese Court: The Xi'an Stele and the Early Medieval Church of the East》. Bloomsbury Publishing. 10쪽. ISBN 978-1-78673-316-0.
13. ↑  LITVINSKY, BORIS; SOLOV'EV, VIKTOR (1990). “The Architecture and Art of Kafyr Kala (Early Medieval Tokharistan)” (PDF). 《Bulletin of the Asia Institute》 4: 61–75. ISSN 0890-4464. JSTOR 24048351.
14. ↑  Kurbanov, Aydogdy (2014). “THE HEPHTHALITES: ICONOGRAPHICAL MATERIALS” (PDF). 《Tyragetia》: 317–334.
15. ↑  "Several murals at Dilberjin date from the 5th to the 7th century.
16. ↑  Frumkin, Grégoire (1970). 《Archaeology in Soviet Central Asia》 (영어). Brill Archive. 116–118쪽.
17. ↑  Dani, Ahmad Hasan; Litvinsky, B. A. (1996). 《History of Civilizations of Central Asia: The crossroads of civilizations, A.D. 250 to 750》 (영어). UNESCO. 151쪽. ISBN 978-92-3-103211-0.
18. ↑  “Les fouilles de la mission archéologique soviéto-afghane sur le site gréco-kushan de Dilberdjin en Bactriane” (PDF). 《Comptes rendus des séances de l'Académie des Inscriptions et Belles-Lettres》: 407–427. 1977.[깨진 링크(과거 내용 찾기)]
19. ↑  Dani, Ahmad Hasan; Litvinsky, B. A. (January 1996). 《History of Civilizations of Central Asia: The crossroads of civilizations, A.D. 250 to 750》 (영어). UNESCO. 150쪽. ISBN 978-92-3-103211-0.
20. ↑  《UNESCO Collection of History of Civilizations of Central Asia : Online chapter》.
21. ↑  Baumer, Christoph (2018년 4월 18일). 《History of Central Asia, The: 4-volume set》 (영어). Bloomsbury Publishing. 203–204쪽. ISBN 978-1-83860-868-2.
22. ↑  Baumer, Christoph (2018년 4월 18일). 《History of Central Asia, The: 4-volume set》 (영어). Bloomsbury Publishing. 203–204쪽. ISBN 978-1-83860-868-2.
23. ↑  Litvinskij, B. A. (1981). “Kalai-Kafirnigan Problems in the Religion and Art of Early Mediaeval Tokharistan” (PDF). 《East and West》 31 (1/4): 35–66. ISSN 0012-8376. JSTOR 29756581.